# Trifolium glomeratum
Trifolium glomeratum é uma espécie de planta com flor pertencente à família Fabaceae. Espécie com polinização autogâmica. 
A autoridade científica da espécie é L., tendo sido publicada em Species Plantarum 2: 770. 1753.
Os seus nomes comuns são trevo-aglomerado ou trevo-glomerado.

## Portugal
Trata-se de uma espécie presente no território português, nomeadamente em Portugal Continental, no Arquipélago dos Açores e no Arquipélago da Madeira.
Em termos de naturalidade é nativa de Portugal Continental e Arquipélago da Madeira e introduzida no arquipélago dos Açores.

## Morfologia
Porte prostrado a semi-prostrado. Folhas alternas frifolioladas .
Floração entre Março e Junho. Sementes amareladas, esverdeadas ou quase negras, de 0,8 a 1,2 mm.

## Requisitos ambientais
Adaptado a solos arenosos, siliciosos e oligotróficos. Boa resistência à escassez hídrica e adaptação a solos pobres. Esta espécie encontra-se frequentemente em ambientes com pluviometria inferior a 400 mm. Elevada percentagem de sementes duras que, em algumas variedades, pode ser superior a 50% e chegar mesmo a 100%, o que faz com que esta espécie tenha uma boa capacidade de persistência.
Resistente ao ácaro Halotydeus destructor, uma espécie polífaga que causa estragos em muitas leguminosas anuais.

## Protecção
Não se encontra protegida por legislação portuguesa ou da Comunidade Europeia.